# Joan Van Ark
Joan Martha Van Ark (ur. 16 czerwca 1943 w Nowym Jorku) – amerykańska aktorka i reżyserka telewizyjna. Odtwórczyni roli Valene „Val” Ewing w operze mydlanej CBS Knots Landing (1979–1993).

## Życiorys

### Wczesne lata
Urodziła się w Nowym Jorku jako starsza córka i jedno z czworga dzieci Dorothy Jean Hemenway i Carrolla Van Arka, specjalisty od reklamy i publikacji. Dorastała w Boulder, w stanie Kolorado z młodszą siostrą Carol Kuykendall i dwoma braćmi – Dexterem J. i Markiem Clarkiem. Jej ociec (ur. w Holland, mieście w stanie Michigan) przyjął nazwisko od Joanny d’Arc, w przekonaniu, że pomoże mu to w zdobyciu sławy. Jej pradziadek ze strony ojca, Gradus, był imigrantem z Holandii. Po ukończeniu szkoły średniej, uczęszczała do Yale School of Drama w Nowym Jorku, gdzie przyznano jej stypendium.

### Kariera
W 1966 zadebiutowała na Broadwayu w roli Corie Bratter w przedstawieniu Neila Simona Przez park na bosaka. Wkrótce trafiła na mały ekran w telewizyjnych produkcjach NBC – serialu Wyścig dla twojego życia (Run for Your Life, 1967), seryjnym westernie Bonanza (1969) i operze mydlanej Dni naszego życia (Days of Our Lives, 1970). Po raz pierwszy wystąpiła na kinowym ekranie w horrorze Żaby (Frogs, 1972) u boku Sama Elliotta. W sitcomie CBS M*A*S*H (1973) wystąpiła jako porucznik Erica Johnson, a w serialu kryminalnym CBS Kojak (1977) pojawiła się w roli detektyw Josephine Long.
23 września 1978 do 3 maja 1991 gościła w operze mydlanej CBS Dallas w roli Valene Clements Ewing, żony Gary’ego Ewinga (Ted Shackelford), którą kontynuowała jako najlepsza przyjaciółka i sąsiadka Karen MacKenzie od 27 grudnia 1979 do 13 maja 1993 w spin-off Knots Landing, za którą dwukrotnie otrzymała nagrodę Soap Opera Digest (1986, 1989).
Karierę telewizyjną doskonale łączyła z karierą sceniczną, którą rozpoczęła od występu w komedii Moliera Skąpiec w Guthrie Theater w Minneapolis, w stanie Minnesota. Zagrała potem w sztuce Arthura Millera Śmierć komiwojażera w Guthrie. Za rolę w broadwayowskiej sztuce Moliera Szkoła żon zdobyła nominację do nagrody Tony Award. Rola w spektaklu Jeana Renoira Reguły gry (La règle du jeu) została uhonorowana nagrodą Theater World Award. Wystąpiła także na scenie off-Broadwayu w Listy miłosne (Love Letters), w nowojorskiej produkcji Edwarda Albee’a Trzy wysokie kobiety (Three Tall Women), teatrze w Los Angeles w sztuce Cyrano de Bergerac jako Roxanne z Richardem Chamberlainem w roli tytułowej, Pierścień wokół Księżyca (Ring Around the Moon) u boku Michaela Yorka, Kompania Kolejowa (Chemin de Fer) Benoît Duteurtre’a, Dom serc złamanych (Heartbreak House) George’a Bernarda Shawa i Jak wam się podoba Williama Szekspira, a za występ odebrała nagrodę krytyków w Los Angeles. Podczas Festiwalu Szekspirowskiego Gaj wystąpiła jako lady Makbet w sztuce Makbet, na Williamstown Theater Festival pojawiła się w spektaklach: Noc iguany (The Night of the Iguana) Tennessee Williamsa, Legenda Edypa (The Legend of Oedipus) i Mała nocna muzyka (A Little Night Music) Stephena Sondheima.

## Życie prywatne
W 1966 poślubiła dziennikarza NBC Johna Marshalla. Mają córkę Vanessę (ur. 19 października 1970).

## Filmografia

### Filmy fabularne
- 1972: Żaby (Frogs) jako Karen Crockett
- 1977: Ostatni dinozaur (The Last Dinosaur) jako Frankie Bands
- 2000: Porwanie (Held for Ransom) jako Nancy Donavan
- 2001: UP, Michigan! jako Deborah Michaels
- 2003: Gra sieciowa (Net Games) jako dr Klein
- 2003: Producent lodowy (IceMaker) jako Isabella Hemingway
- 2007: Kanały (Channels) jako Megan Phillips
- 2007: Diamentowe zero (Diamond Zero) jako Hemingway Diamond

### Filmy TV
- 1972: Sędzia i Jake Wyler (The Judge and Jake Wyler) jako Alicia Dodd
- 1972: Kapitan Newman (Captain Newman, M.D.)
- 1975: Ostatni Mohikanin (The Last of the Mohicans) jako Cora Munro (głos)
- 1975: Tożsamość (Shell Game) jako Shirley
- 1975: Reguły gry (The Rules of the Game) jako Silvia Gala
- 1976: Bioniczny chłopak (The Bionic Boy) jako Valerie Sheffield
- 1984: Glitter
- 1988: Moja pierwsza miłość (My First Love) jako Claire Thomas
- 1988: Kąt do spania przy Sunset Strip (Shakedown on the Sunset Strip) jako Brenda Allen
- 1990: Zawsze pamiętam, by kochać cię (Always Remember I Love You) jako Martha Mendham
- 1990: Przepis dla mordercy (Menu for murder) jako Julia Alberts
- 1992: Polowanie na mordercę (Terror on Track 9) jako Leslie Renner
- 1993: Szkodliwe intencje (In the Shadows, Someone's Watching) jako Cinnie Merritt
- 1993: Defekt krwi (Tainted Blood) jako pani Drew
- 1994: Moment prawdy: Oszustwo matki (Moment of Truth: A Mother’s Deception) jako Nora McGill
- 1995: Kiedy te ciemne ludzkie dzwonki (When the Dark Man Calls) jako Julianne Kaiser
- 1998: Kryzys w Białym Domu (Loyal Opposition: Terror in the White House) jako Wiceprezydent Lane
- 2000: Kto tak pięknie gra, Charlie Brown? (It's the Pied Piper, Charlie Brown) jako sekretarka
- 2002: Tornado stulecia (Tornado Warning) jako burmistrz McAnders

### Seriale TV
- 1967: Wyścig dla twojego życia (Run for Your Life) Donna Hayward
- 1968: Peyton Place jako pielęgniarka Paula
- 1968: Ekipa wyrzutków (The Mod Squad) jako April Showers
- 1968: Felony Squad Lynne Thackeray
- 1969: FBI (The F.B.I.) jako Eleanor O’Keefe
- 1969: Gunsmoke jako Sarah Jean Stryker
- 1969: Strzelby Willa Sonnetta (The Guns of Will Sonnett) jako Laurie
- 1969: Bonanza jako Annie Laurie Adams
- 1970: Dni naszego życia (Days of Our Lives) jako Janie Whitney
- 1970: Hawaii Five-O jako Freda Cowan
- 1970: Dan August
- 1970: Matt Lincoln jako Katherine
- 1970: FBI (The F.B.I.) jako Cynthia Scott
- 1970: Cicha moc (The Silent Force)
- 1970: Miłość, amerykański styl (Love, American Style)
- 1971: Kanon (Cannon) jako Francine Dexter
- 1971: Nowi lekarze (The Bold Ones: The New Doctors) jako Evelyn Baker
- 1971: FBI (The F.B.I.)
- 1971-75: Centrum medyczne (Medical Center) jako Chris
- 1972: Nocna galeria Roda Serlinga (Night Gallery) jako Sondra Blanco
- 1972: Dziwna para (The Odd Couple) jako Trudy
- 1972-73: Temperatura podnosi się (Temperatures Rising) jako pielęgniarka Annie Carlisle
- 1973: Mannix jako Jennifer Crane
- 1973: M*A*S*H jako porucznik Erica Johnson
- 1974: Jim Rockford, prywatny badacz (The Rockford Files) jako Barbara Kelbaker/Florence Baker
- 1974: Cyrano (ABC Afterschool Specials) jako Roxane
- 1974: Kanon (Cannon) jako Anna
- 1974: Łowca (Manhunter)
- 1974: Kanon (Cannon) jako Nona
- 1974: Raymond Burr zaprasza (Ironside) jako Caroline
- 1974: Barnaby Jones jako Sheila Barner
- 1974: Wielka róża: Wielkie kłopoty (Big Rose: Double Trouble) jako Nina
- 1975: Jim Rockford, prywatny badacz (The Rockford Files) jako Susan Alexander
- 1975: Medyczna opowieść (Medical Story) jako Peggy Fowler
- 1975: Barbary Coast jako Eleanor
- 1975: Rhoda jako Marian Gerard
- 1976: Sześciomilionowo-dolarowy człowiek (The Milionów Dolarowy Six Million Dollar Man)
- 1976: Petrocelli jako Chris
- 1976: Joe Forrester
- 1977: Jim Rockford, prywatny badacz (The Rockford Files) jako Christina Marks
- 1977: Mamy siebie (We've Got Each Other) jako Dee Dee Baldwin
- 1977: Świadectwo dwóch mężczyzn (Testimony of Two Men) jako Jane Robson
- 1977: McMillan i jego żona (McMillan and Wife) jako Georgie
- 1977: Kojak jako detektyw Josephine Long
- 1978: Tarzan i super „Siódemaka” (Tarzan and the Super 7) – głos
- 1978: Zdumiewająca kobieta (Wonder Woman) jako Cassandra Loren
- 1978: Quark jako księżniczka Libido
- 1978: Quincy (Quincy M.E.) jako Bert Phillips
- 1978-91: Dallas jako Valene Ewing
- 1979: Kobieta-pająk (Spider-Woman) jako Jessica Drew
- 1979: Vega$ jako dr Haven Grant
- 1979: Statek miłości (The Love Boat) jako Kris
- 1979-92: Knots Landing jako Valene Ewing
- 1980: Statek miłości (The Love Boat) jako Mary Sue Huggins
- 1980: Thundarr Barbarzyńca (Thundarr the Barbarian) jako kapitan Corden (głos)
- 1981: Statek miłości (The Love Boat) jako pani Chandler
- 1981: Thundarr Barbarzyńca (Thundarr the Barbarian) jako Cinda, głos Crystal
- 1984: Statek miłości (The Love Boat)
- 1994: Chłopcy będą chłopcami (ABC Afterschool Specials) jako Susan Cooper
- 1996: Bajer z Bel-Air (The Fresh Prince of Bel-Air) jako Jewel Pemberton
- 1996: Klient (The Client) jako Gretchen Wainwright
- 1996: Dotyk anioła (Touched by an Angel) jako Kimberly 'Kim' Carpenter
- 1996: Santo Bugito jako Amelia
- 1997: Knots Landing (Knots Landing: Back to the Cul-de-Sac) jako Valene 'Val' Ewing
- 1998: Pomoc domowa (The Nanny) jako Margo Lange
- 2001: Życie do poprawki (Twice in a Lifetime) jako Camilla Bianco
- 2001: Nagi patrol (Son of the Beach) jako Ima Cummings
- 2004: Grim i zło (Grim & Evil) jako Wanda Psychiczna
- 2004–2005: Żar młodości (The Young and the Restless) jako Gloria Fisher